# جيرار تيودور
جيرار تيودور (بالفرنسية: Gérard Théodore)‏ هو إحصائي فرنسي، ولد في 28 نوفمبر 1920 في باريس في فرنسا، وتوفي في 10 يونيو 2012.